# Miracolo d'amore
Miracolo d'amore è un singolo del cantautore italiano Umberto Tozzi, pubblicato nel 1996.
Il brano, scritto dallo stesso Tozzi, è estratto dall'album Il grido.